# یزید بن ابی‌سفیان

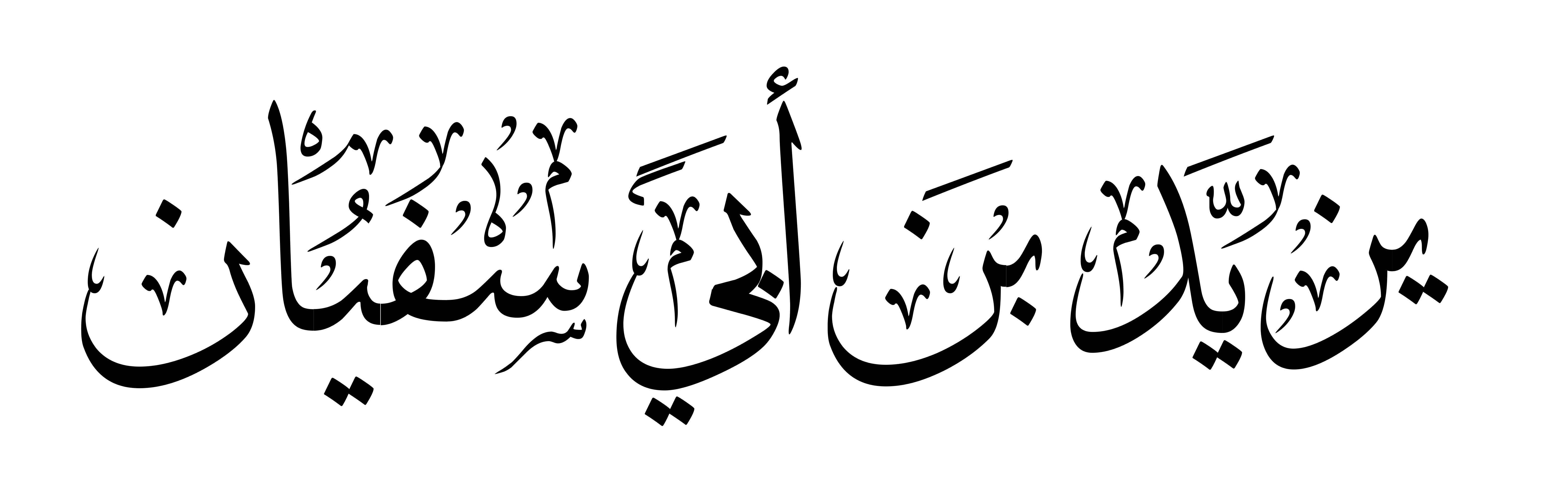
یزید بن ابی سفیان

یزید بن ابوسفیان   برادر معاویه بن ابوسفیان بود که به او یزیدالخیر میگفتند 
او در فتح مکه مسلمان شد و در جنگ حنین شرکت کرد در دوران ابوبکر، در دفع فتنه اهل ردّه شرکت جست و سپس در قسطنطنیه به نبرد مشغول شد.
او یکی از چهار فرماندهی بود که ابوبکر انان را برای فتح شام فرستاد. پس از شکست حکومت قسطنطنیه از مسلمانان، عمر بن خطاب وی را به عنوان حاکم شام منصوب نمود. عمر، بعدها فلسطین را نیز به منطقه زیر دست او افزود. یزید در سال ۲۱ قمری بر اثر طاعون درگذشت و چون فرزندی  نداشت برادرش معاویه حاکم شام و فلسطین گردید.